# Pallipattu
Pallipattu is a town no distrito de Thiruvallur, no estado indiano de Tamil Nadu.

## Geografia
Pallipattu está localizada a 13° 20′ N, 79° 27′ L. Tem uma altitude média de 154 metros (505 pés).

## Demografia
Segundo o censo de 2001,  Pallipattu  tinha uma população de 8650 habitantes. Os indivíduos do sexo masculino constituem 50% da população e os do sexo feminino 50%. Pallipattu tem uma taxa de literacia de 71%, superior à média nacional de 59.5%: a literacia no sexo masculino é de 79% e no sexo feminino é de 63%. Em Pallipattu, 12% da população está abaixo dos 6 anos de idade.